# Symbellia mayotteana
Symbellia mayotteana är en insektsart som beskrevs av Marius Descamps och Wintrebert 1969. Symbellia mayotteana ingår i släktet Symbellia och familjen Euschmidtiidae. Inga underarter finns listade i Catalogue of Life.